# Scheinbuchen
Die Scheinbuchen (Nothofagus), sehr häufig Südbuchen genannt, sind die einzige Pflanzengattung der Familie der Scheinbuchengewächse (Nothofagaceae) innerhalb der Ordnung der Buchenartigen (Fagales). Sie sind auf der Südhalbkugel beheimatet.

## Beschreibung

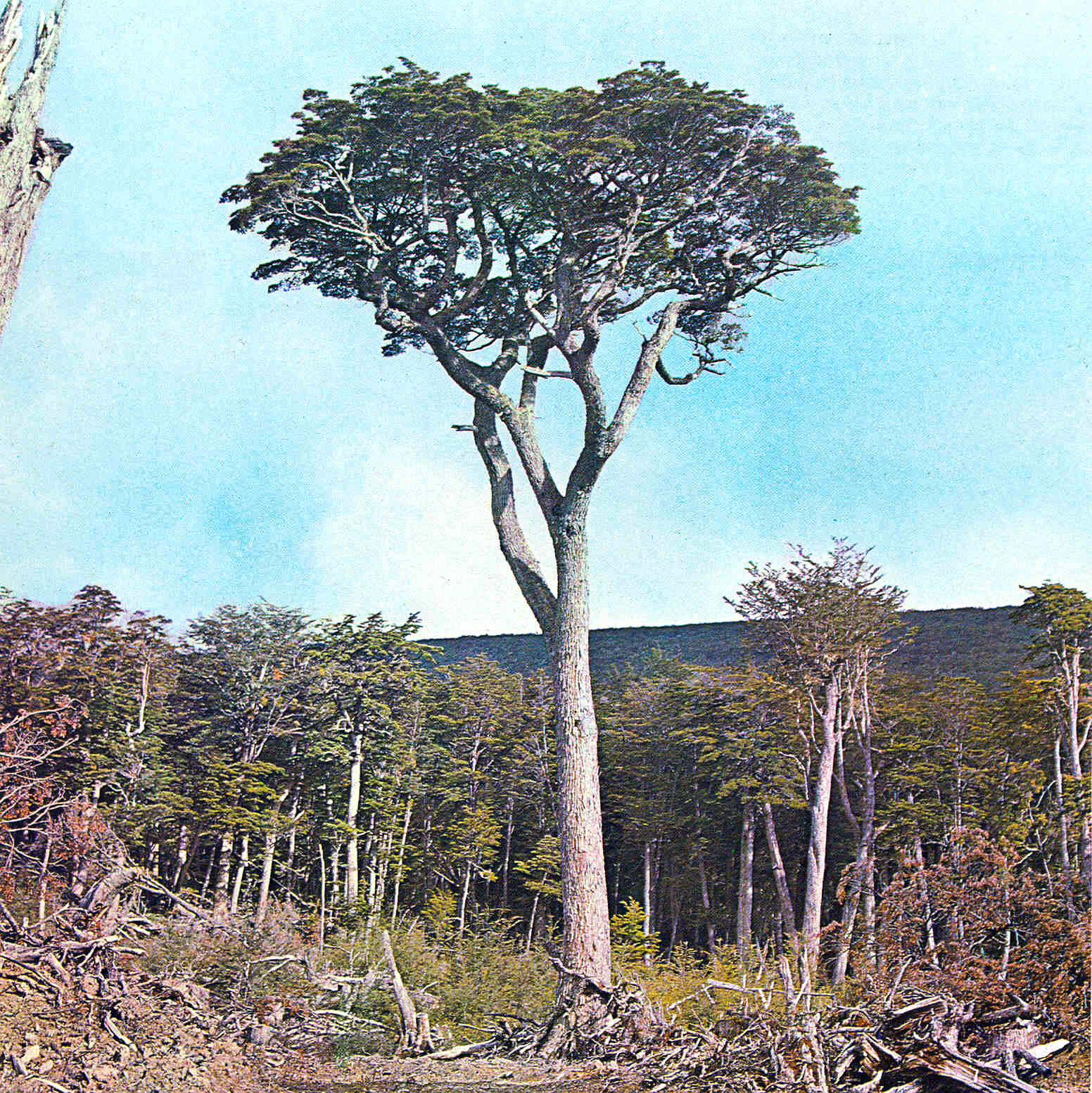
Magellan-Südbuche (Nothofagus betuloides)

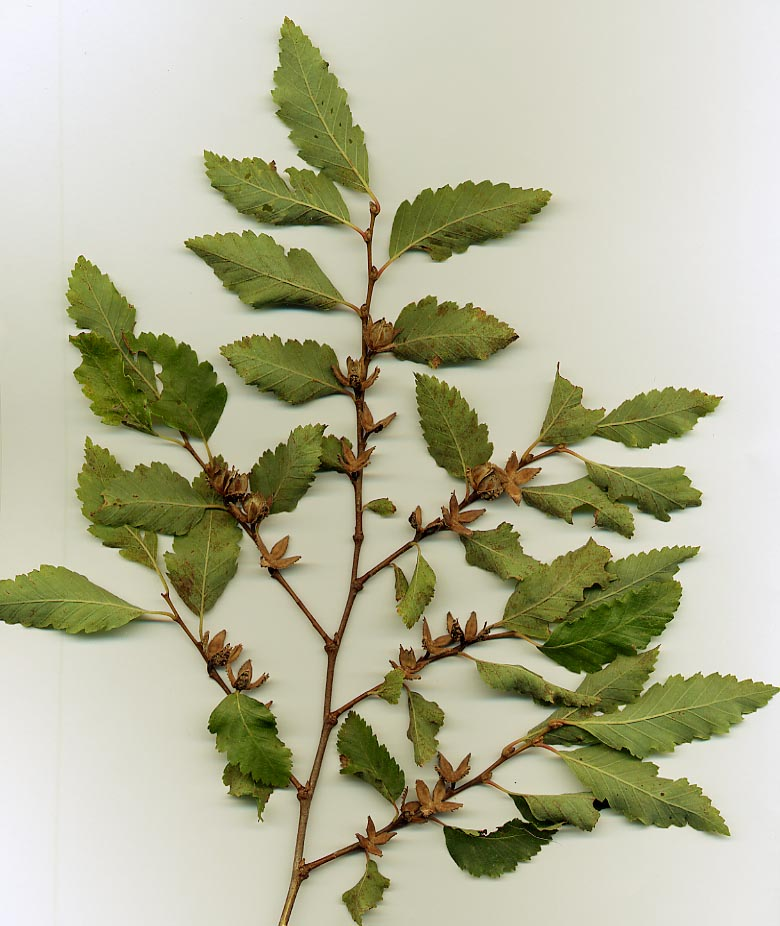
Zweig mit wechselständigen Laubblättern und Cupulae der Pellin-Scheinbuche (Nothofagus obliqua)

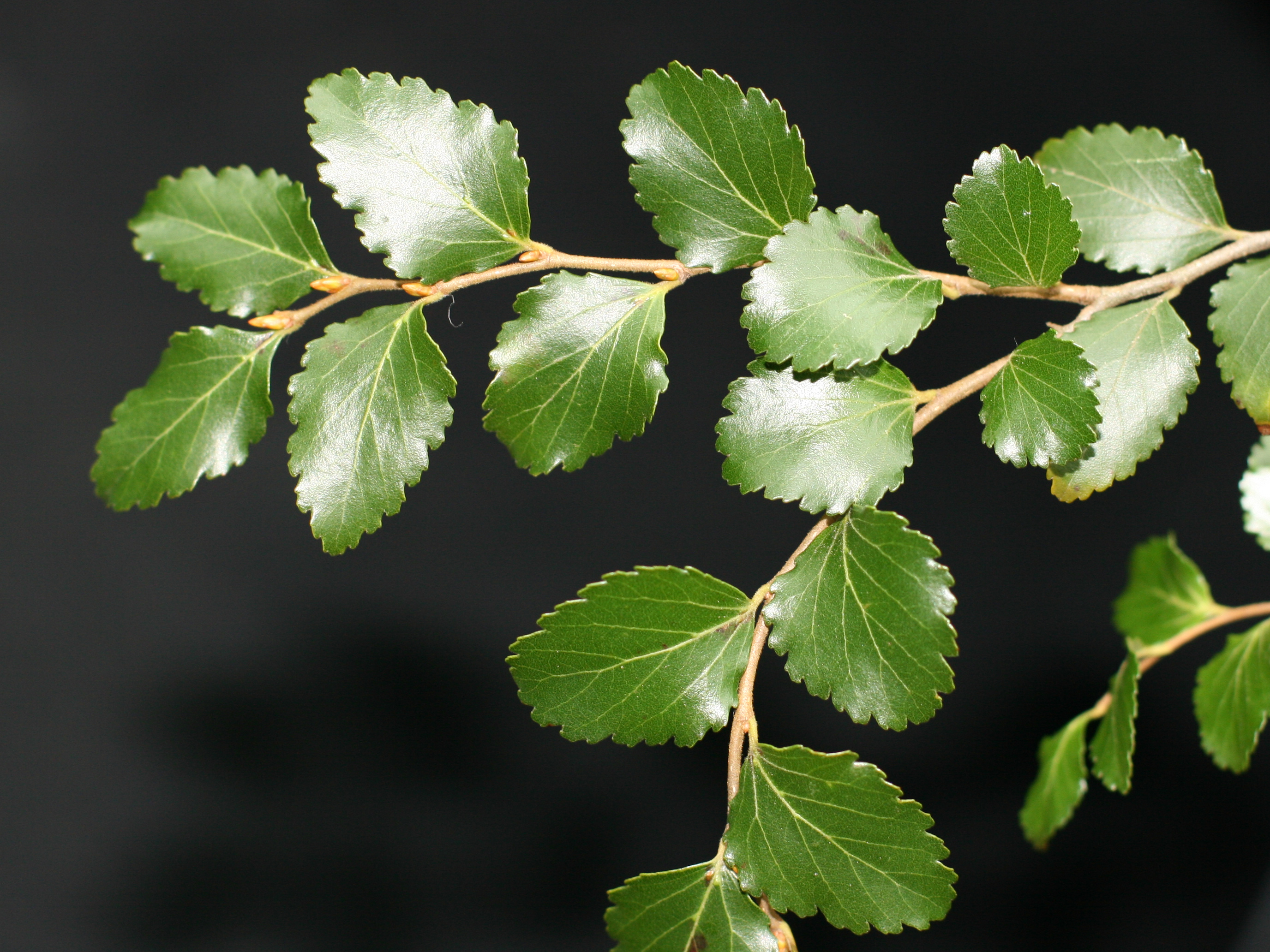
Laubblätter von Nothofagus fusca var. colensoi

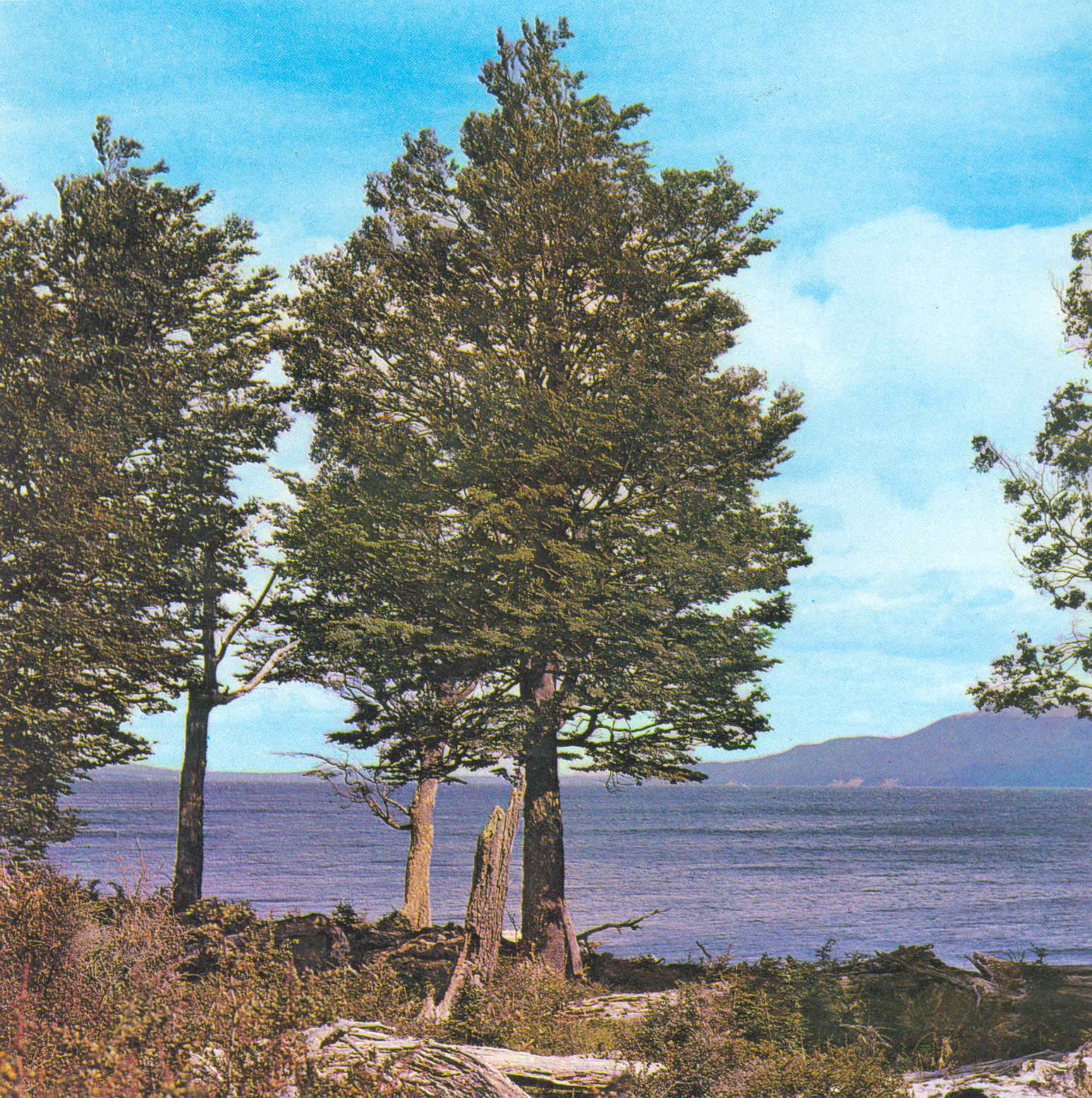
Lenga-Südbuche (Nothofagus pumilio)

### Erscheinungsbild und Blätter
Die meisten Arten sind Bäume, wenige auch Sträucher. 26 Arten sind immergrün, sieben laubwerfend und zwei halbimmergrün. In den gemäßigten Regenwäldern Südamerikas, Tasmaniens und Neuseelands sind Scheinbuchen die vorherrschenden Baumarten der Waldflora. In den magellanischen Regenwäldern Patagoniens bilden sie sowohl den größten Teil der Kronenschichtbäume als auch die über das Laubdach ragenden Emergenten.
Die wechselständig und meist spiralig, manchmal zweizeilig am Zweig angeordneten Laubblätter sind in Blattstiel und -spreite gegliedert. Die Blattspreiten sind einfach. Die Blattränder sind selten ganz, meist gezähnt, gekerbt oder gesägt. Nebenblätter sind vorhanden.

### Blütenstände und Blüten
Die Scheinbuchen sind einhäusig gemischtgeschlechtig (monözisch). Die kleinen, eingeschlechtlichen Blüten mit einfacher Blütenhülle stehen einzeln in den Blattachseln oder in achselständigen Blütenständen. Die männlichen Blüten erscheinen bis zu fünft; sie sind von Tragblättern begleitet. In den weiblichen Blütenständen befinden sich ein bis drei auch von Tragblättern begleitete weibliche Blüten.
Männliche Blüten bestehen aus meist sechs verwachsenen Blütenhüllblättern und sechs bis 15 fertilen Staubblättern (manchmal auch mehr, aber manche Autoren bezeichnen solche Organe bei den Nothofagus mit vielen Staubblättern auch als Pseudanthien, es sind also eigentlich mehrere zusammengefasste Blüten). Bei den weiblichen Blüten stehen ihre reduzierten Blütenhüllblätter in einem Kreis und zwei bis drei Fruchtblätter sind zu einem unterständigen, zwei- oder dreikammerigen Fruchtknoten verwachsen. Jedes Fruchtknotenfach enthält zwei Samenanlagen. Es sind gleich viele Griffel wie Fruchtblätter vorhanden. Die Bestäubung erfolgt über den Wind (Anemophilie).

Blütenstände der Rauli-Südbuche (Nothofagus alpina)
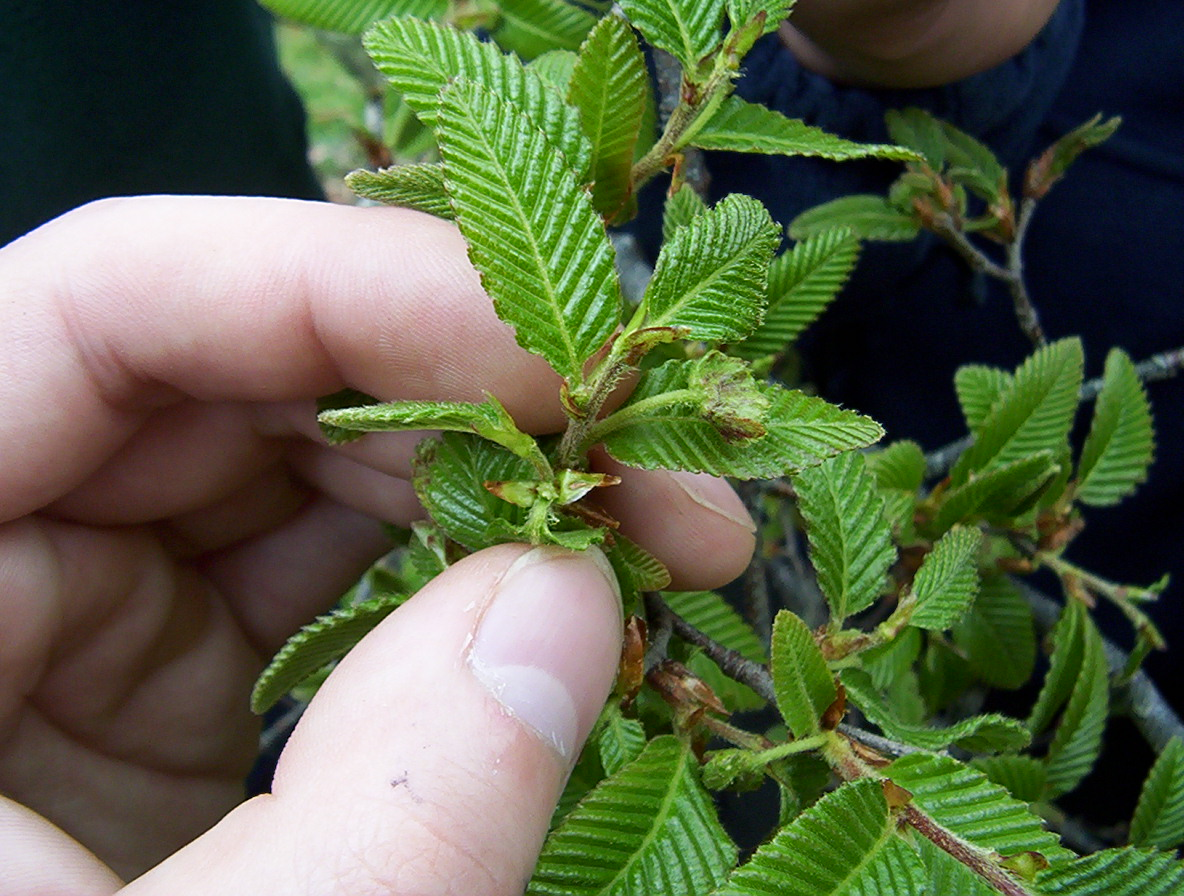
Zweig mit weiblichen Blütenständen
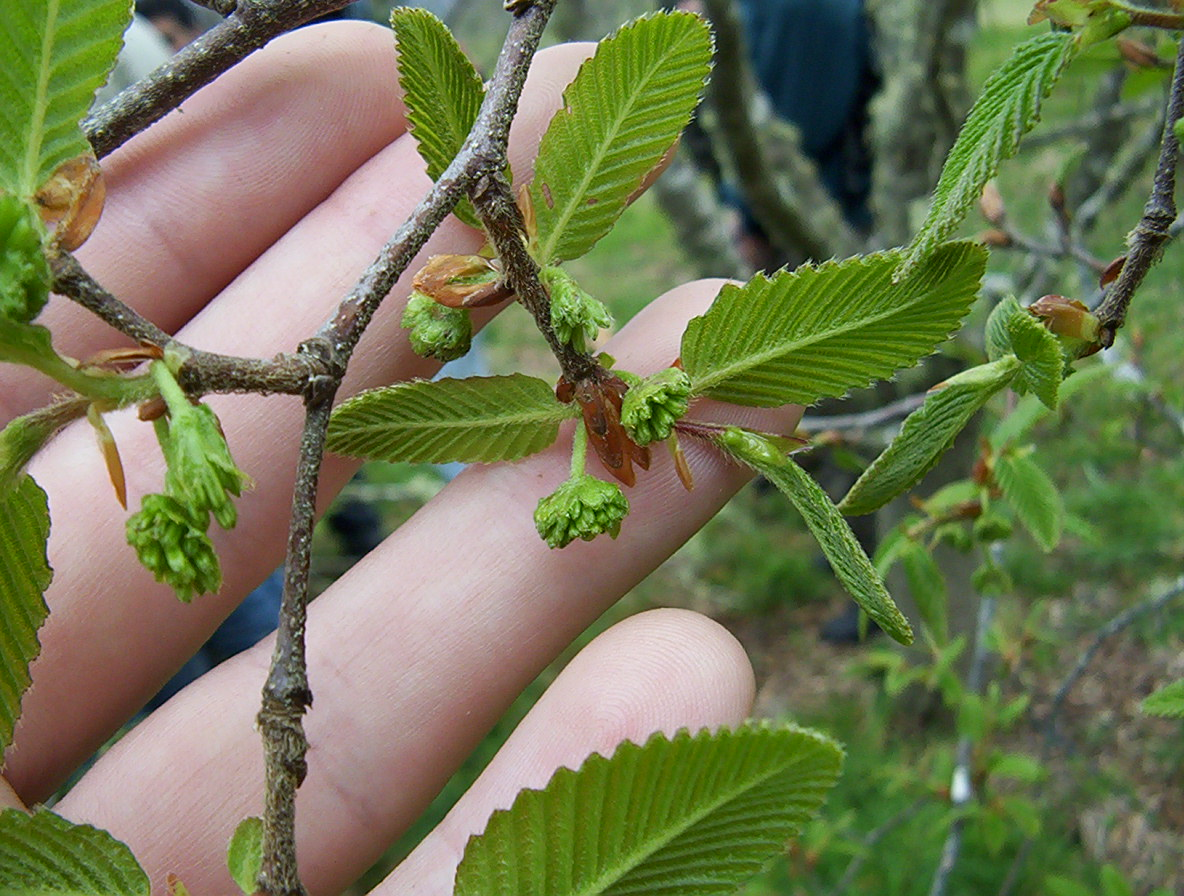
Zweig mit männlichen Blütenständen

### Früchte
Die Früchte sind kleine, meist geflügelte Nüsse. Zwei bis sieben Früchte stehen zusammen und werden von einer Fruchthülle, einer beschuppten oder bestachelten (Cupula) umgeben. Im Gegensatz zu früheren Annahmen hat sich die Cupula als nicht  homolog zu der der Buchengewächse erwiesen. Damit entfällt das Hauptargument für eine Zugehörigkeit der Scheinbuchen zu den Buchengewächsen, wenngleich die entferntere Verwandtschaft zu diesen innerhalb der Buchenartigen bestehen bleibt.

### Pollen
Die Pollen der Scheinbuchen unterscheiden sich deutlich von denen der anderen Buchenartigen. Sie sind radialsymmetrisch, angenähert oblat und isopolar und verfügen über vier bis zehn Keimöffnungen (Aperturen).
Man unterscheidet acht Pollentypen:
- fusca a: in der Untergattung Fuscospora
- fusca b: in der Untergattung Nothofagus
- brassii a: in der Untergattung Brassospora
- brassii b: nur fossil
- brassii c: nur fossil
- menziesii: in der Untergattung Lophozonia
- ancestral a: nur fossil
- ancestral b: nur fossil

Die fossilen Pollen werden als Nothofagidites bezeichnet.

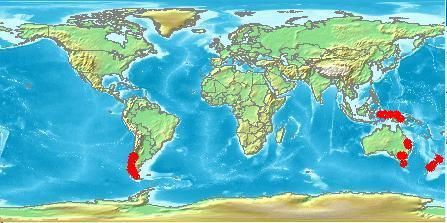
Verbreitungskarte

## Verbreitung
Die Gattung Nothofagus und damit die Familie hat ein disjunktes Areal: Sie ist im südlichen Südamerika, Australien, Neuseeland, Neuguinea und Neukaledonien vertreten. Diese Verbreitung ist typisch für Taxa, die sich schon entwickelt hatten, als der Urkontinent Gondwana noch existierte. Nach dem Auseinanderdriften der Landmassen liegen nun die Areale der Arten weit auseinander. Da die Arten dieser Gattung ausschließlich auf der Südhalbkugel vorkommen, werden sie am häufigsten als Südbuchen bezeichnet.
Das Verbreitungsgebiet reicht heute vom Äquator bis zum 54. südlichen Breitengrad, von Meereshöhe bis zur subalpinen Baumgrenze. Die Standorte finden sich in tropischen, subtropischen und temperierten Regen-, Feucht- und Bergwäldern.

## Evolutionsgeschichte
Die Scheinbuchen waren auch in der geologischen Vergangenheit immer auf die südliche Hemisphäre beschränkt. Der Ursprung der Buchenartigen wird in Südostasien vermutet. Von einem Zweig der Buchenartigen (einschließlich der Vorfahren der Buchengewächse und der Birkengewächse) nimmt man an, dass er nordwärts gewandert ist, von dem anderen (einschließlich der Vorfahren der Scheinbuchengewächse) wird eine südwärtige Migration postuliert.
Scheinbuchenfossilen sind bekannt aus dem südlichen Südamerika, aus Antarktika, Australien, von Neuguinea und den benachbarten Inseln, aus Neuseeland und Tasmanien, aber nicht aus Afrika und Indien. Der Ursprung von Nothofagus war sicherlich in den südlichen hohen Breiten, gefolgt von einer Radiation in die anderen südhemisphärischen Regionen während der späten Kreide und des Tertiärs. Wegen des vollständigen Fehlens von Nothofagus in Afrika und Indien kann die Radiation frühestens nach der Trennung dieser Kontinente von der einheitlichen Gondwana-Landmasse begonnen haben.
Nothofagus-Pollen treten erstmals im frühen Campanium des südlichen Südamerika und der Antarktischen Halbinsel auf. Das ist das erste Auftreten der Gattung überhaupt. Seit dem späten Campanium bzw. frühen Maastrichtium sind Pollen von allen vier rezenten Untergattungen aus Westantarktika und Südamerika bekannt. Von dort aus erreichen sie Australien, Tasmanien und Neuseeland.  Aus Neuguinea ist nur Brassospora bekannt (seit dem mittleren Eozän) und erst im Pleistozän erreicht Brassospora als einzige Untergattung Neukaledonien.
Dieses räumliche und zeitliche Verbreitungsmuster legt einen Ursprung von Nothofagus in der biogeographischen „Weddell-Provinz“ nahe. Die größte Diversität und maximale Verbreitung von Nothofagus ist für das späte Oligozän und frühe Miozän nachgewiesen. Seitdem ist außer in Neuguinea und Neukaledonien eine Abnahme in der Verbreitung und Diversität zu verzeichnen sowie ein Aussterben von Brassospora in allen anderen Regionen. Das ist sicherlich eine Konsequenz der klimatischen Änderungen in der südlichen Hemisphäre seit der Eozän-Oligozän-Grenze.

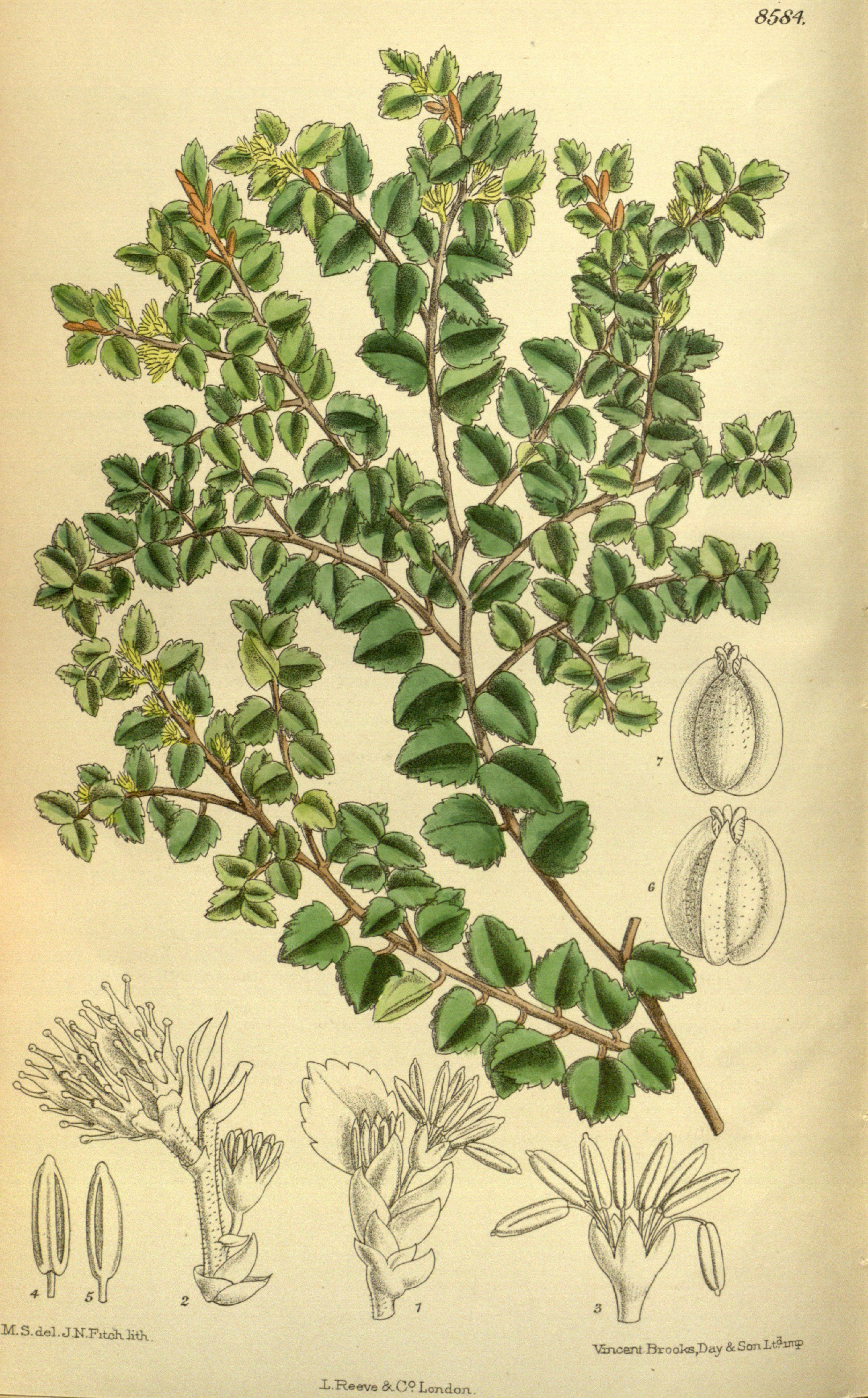
Illustration der Tasmanischen Scheinbuche (Nothofagus cunninghamii)

## Systematik
Die Gattung Nothofagus wurde früher der Familie der Buchengewächse (Fagaceae) zugeordnet. Unabhängig von dieser Zuordnung gehört sie der Ordnung der Buchenartigen (Fagales) an. Der botanische Name leitet sich vom griechischen Wort nothos für falsch, unecht ab, deshalb auch die deutsche Übersetzung von Nothofagus = Scheinbuche, denn es sind ja Bäume, die den Buchen sehr ähnlich sind und auch eine gewisse Verwandtschaft mit ihnen haben.
Die Gattung Nothofagus wurde 1850 durch den deutsch-niederländischen Botaniker Carl Ludwig Blume in Museum Botanicum, 1, S. 307 aufgestellt. Synonyme für Nothofagus Blume sind Myrtilloides Banks & Sol. ex Hook. und Trisynsyne Baill. Die Familie Nothofagaceae wurde 1962 durch Ljudmila Andrejewna Kuprijanowa  in First International Conference Palinol. Reports Soviet Palinol., S. 21 aufgestellt.
Es gibt etwa 35 Nothofagus-Arten. Die Gattung wird in die folgenden vier Untergattungen Brassospora, Fuscospora, Lophozonia und Nothofagus unterteilt:
Untergattung Brassospora Philipson & M.N.PhilipsonDie Typusart ist Nothofagus brassii, der Pollentyp brassii a. Diese Untergattung mit 19 Arten gibt es nur in Neukaledonien und Neuguinea. Alle Arten sind immergrün.
Untergattung Fuscospora R.S.Hill & J.ReadDie Typusart ist Nothofagus fusca, der Pollentyp fusca a. Diese Untergattung umfasst vier Arten in Südamerika, Tasmanien und Neuseeland. Die früher als fünfte Art angesehene Nothofagus truncata wird heute als Varietät Nothofagus fusca var. colensoi angesehen.
Untergattung LophozoniaDie Typusart ist Nothofagus menziesii, der Pollentyp menziesii. Diese Untergattung umfasst sechs Arten in Südamerika, Australien und Neuseeland.
Untergattung NothofagusDie Typusart ist Nothofagus antarctica, der Pollentyp fusca b. Diese Untergattung mit fünf Arten ist ausschließlich in Südamerika vertreten.
Hier die Auflistung aller Arten der Gattung Nothofagus mit Untergattungszugehörigkeit:
| Wissenschaftlicher Name                               | Deutscher Name           | Untergattung | Heimat                | Laub          |
| ----------------------------------------------------- | ------------------------ | ------------ | --------------------- | ------------- |
| Nothofagus aequilateralis (Baum.-Bod.) Steenis        |                          | Brassospora  | Neukaledonien         | immergrün     |
| Nothofagus alessandrii Espinosa                       |                          | Fuscospora   | Südamerika            | laubwerfend   |
| Nothofagus alpina (Poepp. & Endl.) Oerst.             | Rauli                    | Lophozonia   | Südamerika            | laubwerfend   |
| Nothofagus antarctica (G.Forst.) Oerst.               | Antarktische Scheinbuche | Nothofagus   | Südamerika            | laubwerfend   |
| Nothofagus × apiculata (Colenso) Cockayne             |                          | Fuscospora   | Neuseeland            |               |
| Nothofagus balansae (Baill.) Steenis                  |                          | Brassospora  | Neukaledonien         | immergrün     |
| Nothofagus baumanniae (Baum.-Bod.) Steenis            |                          | Brassospora  | Neukaledonien         | immergrün     |
| Nothofagus betuloides (Mirb.) Oerst.                  | Magellan-Südbuche        | Nothofagus   | Südamerika            | immergrün     |
| Nothofagus × blairii (Kirk) Cockayne                  |                          | Fuscospora   | Neuseeland            |               |
| Nothofagus brassii Steenis                            |                          | Brassospora  | Neuguinea             | immergrün     |
| Nothofagus carrii Steenis                             |                          | Brassospora  | Neuguinea             | immergrün     |
| Nothofagus cliffortioides (Hook.f.) Oerst.            |                          | Fuscospora   | Neuseeland            |               |
| Nothofagus codonandra (Baill.) Steenis                |                          | Brassospora  | Neukaledonien         | immergrün     |
| Nothofagus crenata Steenis                            |                          | Brassospora  | Neuguinea             | immergrün     |
| Nothofagus cunninghamii (Hook.) Oerst.                | Tasmanische Scheinbuche  | Lophozonia   | Australien, Tasmanien | immergrün     |
| Nothofagus discoidea (Baum.-Bod.) Steenis             |                          | Brassospora  | Neukaledonien         | immergrün     |
| Nothofagus dombeyi (Mirb.) Oerst.                     | Coihue-Südbuche          | Nothofagus   | Südamerika            | immergrün     |
| Nothofagus flaviramea Steenis                         |                          | Brassospora  | Neuguinea             | immergrün     |
| Nothofagus fusca (Hook.f.) Oerst.                     | Rote Scheinbuche         | Fuscospora   | Neuseeland            | halbimmergrün |
| Nothofagus glauca (Phil.) Krasser                     | Blaugrüne Südbuche       | Lophozonia   | Südamerika            | laubwerfend   |
| Nothofagus grandis Steenis                            |                          | Brassospora  | Neuguinea             | immergrün     |
| Nothofagus gunnii (Hook.f.) Oerst.                    |                          | Fuscospora   | Tasmanien             | laubwerfend   |
| Nothofagus × leoni Espinosa                           |                          | Lophozonia   | Südamerika            | laubwerfend   |
| Nothofagus macrocarpa (A.DC.) F.M.Vázquez & R.A.Rodr. |                          | Lophozonia   | Südamerika            | laubwerfend   |
| Nothofagus menziesii (Hook.f.) Oerst.                 | Silberne Scheinbuche     | Lophozonia   | Neuseeland            | immergrün     |
| Nothofagus moorei (F.Muell.) Krasser                  | Negerkopf-Südbuche       | Lophozonia   | Australien            | immergrün     |
| Nothofagus nitida (Phil.) Krasser                     | Glänzende Südbuche       | Nothofagus   | Südamerika            | immergrün     |
| Nothofagus nuda Steenis                               |                          | Brassospora  | Neuguinea             | immergrün     |
| Nothofagus obliqua (Mirb.) Oerst.                     | Pellin-Scheinbuche       | Lophozonia   | Südamerika            | laubwerfend   |
| Nothofagus perryi Steenis                             |                          | Brassospora  | Neuguinea             | immergrün     |
| Nothofagus pseudoresinosa Steenis                     |                          | Brassospora  | Neuguinea             | immergrün     |
| Nothofagus pullei Steenis                             |                          | Brassospora  | Neuguinea             | immergrün     |
| Nothofagus pumilio (Poepp. & Endl.) Krasser           | Lenga-Südbuche           | Nothofagus   | Südamerika            | laubwerfend   |
| Nothofagus resinosa Steenis                           |                          | Brassospora  | Neuguinea             | immergrün     |
| Nothofagus rubra Steenis                              |                          | Brassospora  | Neuguinea             | immergrün     |
| Nothofagus rutila Ravenna                             |                          | Lophozonia   | Südamerika            | laubwerfend   |
| Nothofagus solandri (Hook.f.) Oerst.                  | Schwarze Berg-Südbuche   | Fuscospora   | Neuseeland            | immergrün     |
| Nothofagus × solfusca Allan                           |                          | Fuscospora   | Neuseeland            |               |
| Nothofagus starkenborghiorum Steenis                  |                          | Brassospora  | Neuguinea             | immergrün     |
| Nothofagus stylosa Steenis                            |                          | Brassospora  | Neuguinea             | immergrün     |
| Nothofagus truncata (Colenso) Cockayne                |                          | Fuscospora   | Neuseeland            | halbimmergrün |
| Nothofagus womersleyi Steenis                         |                          | Brassospora  | Neuguinea             | immergrün     |

Die früher genannten Taxa Nothofagus nervosa und Nothofagus procera werden heute als Synonyme von Nothofagus alpina angesehen.

## Ökologie

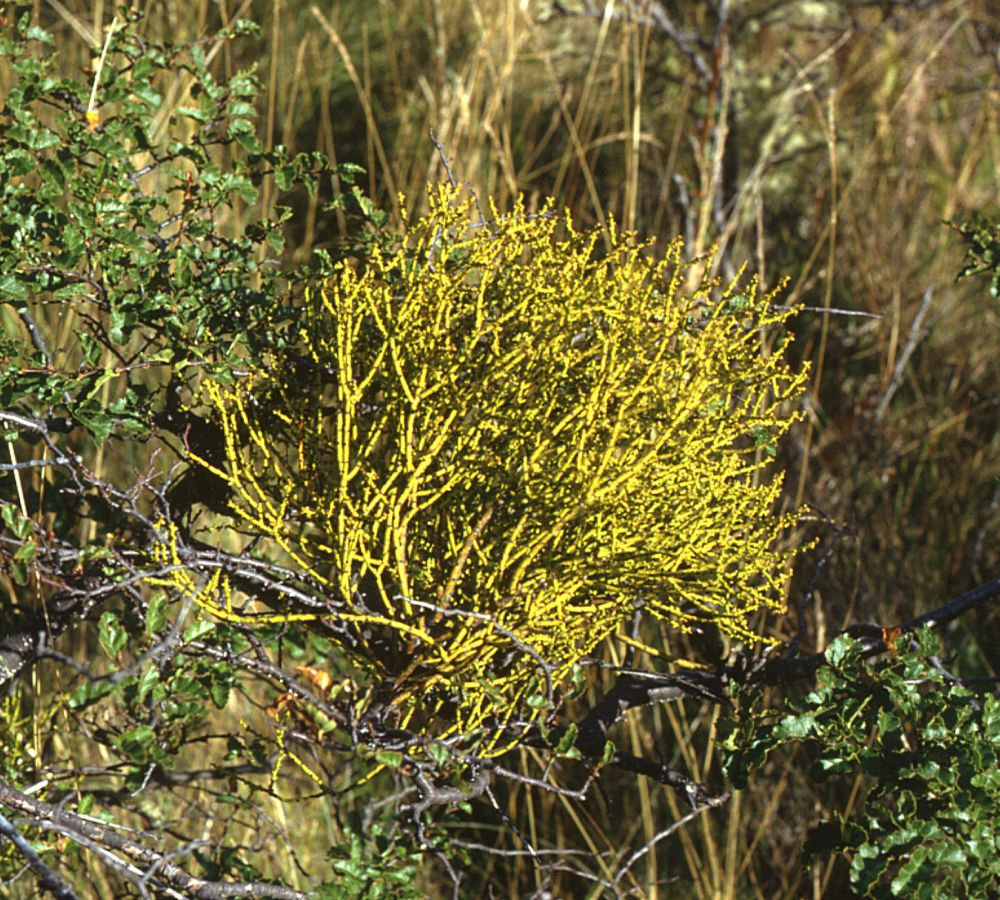
Zweig der Antarktischen Scheinbuche (Nothofagus antarctica) parasitiert von Misodendrum punctulatum, Patagonien.

Misodendrum ist eine Gattung spezialisierter Halbschmarotzerpflanzen, die auf verschiedenen Nothofagus-Arten in Südamerika als Epiphyten vorkommen.
Eine spezifische Symbiose ist besonders interessant:
Pilze der Gattung Cyttaria (davon gibt es etwa zwölf Arten) leben immer und nur mit Nothofagus-Arten zusammen. Die Gattungen Cyttaria und Nothofagus haben die gleiche disjunkte Verbreitung, die den Urkontinent Gondwana widerspiegelt. Beide Gattungen gibt es im australisch-neuseeländischen Raum und im südlichen Südamerika.
Weitere Beispiele sind die in Südamerika vorkommenden Pilz-Arten Amanita diemii (Gattung Wulstlinge), Cortinarius magellanicus (Gattung Schleierlinge), Russula fuegiana (GattungTäublinge)  und Tricholoma fusipes (Gattung Ritterlinge), die mit verschiedenen Nothofagus-Arten in Symbiosen bilden.
Die Pilz-Arten Amanita aurantiovelata und Russula nothofaginea leben nur mit Nothofagus dombeyi und Nothofagus obliqua zusammen.
Die Schmetterlingsfamilie Heterobathmiidae ist etwa 125 Millionen Jahre alt und gehört zu einer Schwestergruppe zu allen anderen Schmetterlingen (Lepidoptera). Sie hat eine sehr enge Verbindung nur zu Nothofagus-Arten: Die adulten Tiere fressen den Pollen und die Raupen nur Blätter von Nothofagus-Arten.

### Schädlinge
Der Blattkäfer Novocastria nothofagi (englischsprachiger Name „Gul beetle“) befällt ausschließlich Scheinbuchen. Die Larven durchlaufen mehrere Häutungsstadien und verpuppen sich dann in Form  weißer, kristallharter Kügelchen. Nach zwei bis drei Wochen schlüpft der kupferfarbene Blattkäfer. Diese Art wurde von Margaret D. Lowman in Australien 1979 entdeckt und von Brian Selman von der University of Newcastle-upon-Tyne benannt.

## Nutzung
Die drei am häufigsten in den Parks und Gärten angepflanzten Arten sind sommergrün; die immergrünen Arten sind in Mitteleuropa nicht ausreichend winterhart.
Das Holz mehrerer Arten wird genutzt, es hat bei einzelnen Arten eine gute Qualität.
Einige Pflanzenteile von Nothofagus pumilio werden zu Nahrungsmitteln verarbeitet.

## Ergänzende Literatur
- Illa Martin: Anzucht und Anbau von Nothofagus in Deutschland. (Mitteilungen der Deutschen Dendrologischen Gesellschaft Nr. 70). Ulmer, Stuttgart 1979, ISBN 3-8001-8302-1.